# Атласки кедар
Атласки кедар (Cedrus atlantica (Endl.) Manetti ex Carr) припада роду , који се налази у саставу породице борова Pinaceae. Назив Cedrus потиче од грчке речи κεο = горети, јер се дрво употребљава за кађење. Код Плинија старијег назив означава кедрово дрво и кедрово уље, али и црвену клеку (Juniperus oxycedrus). Већина савремених извора третира атласки кедар као посебну врсту Cedrus atlantica, али неки извори сматрају да је подврста либанског кедра (Cedrus libani A. Rich. subsp. atlantica (Endl.) Batt. & Trab.). У оквиру рода налазе се још две до три врсте зимзеленог дрвећа, чији ареал је ограничен на подручје јужног и источног Медитерана и на западне Хималаје.

## Опис
Врста у постојбини достиже висину и до 40 m, и пречник стабла до 2 m. Хабитус је коничан, а гране су усмерене косо према врху. Гранање није у пршљеновима, а круна је широка и неправилна са усправним или повијеним врхом. Кора после 20-30. године пуца доста дубоко. Атласки кедар има двојаке избојке: дугорасте, на којима су четине спирално распоређене и краткорасте, скраћене леторасте код којих су четине у прамену. Терминални избојак је усправан или мало нагнут у страну. Млади избојци дугораста густо су обрасли ситним длачицама.
Четине су краће од 25 mm, најчешће су плавозелено или сребрнозелено, ређе зелено обојене. Оне су четвороугаоне или троугаоне на пресеку, доста круте, зашиљене и са два смолна канала. У једном краткорасту има их око 25, а на стаблу се задржавају од 2 до 6 година.
Cedrus atlantica је једнодома врста. Мушке стробиле су дуге око 5 cm и налазе су у усправним ресама на врховима краткораста. Женске стробиле усправне краће и здепастије. Цветање је у септембру-октобру.
Шишарице сазревају зими друге или пролећа треће године од цветања. На истом дрвету могу се наћи три врсте шишарица. Зреле шишарице имају ваљкастојајасти облик, са равним или утиснутим врхом. Оне достижу дужину од 5 до 7 cm и ширину од 4 cm. Зреле шишарице се распадају, након чега на њиховом месту остаје усправно круто вретено. Плодне љуспе шишарица су око 3,5 cm широке, чврсто прилегле и свака носи по 2 семена у пазуху. Семе је са великим троугластим крилом, без њега дуго око 12 mm, крило од 12 до 15 mm, албуминско.

## Ареал
Атласки кедар, од природе расте у северозападној Африци, на планинама Атлас и Риф (Алжир и Мароко). Формира планинске шуме од 1.370 до 2.200 m н.в., често чисте, или са алжирском јелом (Abies numidica), црвеном клеком (Juniperus oxycedrus), чесмином (Quercus ilex) и италијанским јавором (Acer opalus).

## Биоеколошке карактеристике
Атласки кедар је базифилна и хелиофилна врста, а добро подноси и климатске екстреме, па се сматра најотпорнијом врстом кедра. Расте брзо, релативно је отпоран према штетним гасовима. Толерантнији је на сушу и припеку од већине четинара.

## Примена
Код нас често среће у парковима, узгаја се као солитер или у мањим групама у градским срединама, због своје декоративности, фитонцидног дејства и издржљивости према градским условима средине. Због ових особина и лаког размножавања врло квалитетним семеном локалне провенијенције треба га много више примењивати.
Осим у зеленим просторима, ова врста гаји се и у шумским културама у Шумадији, на територији Опленца и у околини Београда, где је показала задовољавајуће резултате. Добро успева на станишту сладуна и цера (асоцијација Quercetum-farnetto cerris) које по многим својим карактеристикама представља средину у којој атласки кедар може успешно да се развија и да даје знатне количине дрвне масе. Може се очекивати задовољавајући успех ове врсте и на доњој граници свезе Fagetum montanum, па чак и на станишту белог граба (Carpinetum orientalis). Дрво атласког кедра је пријатног мириса и доброг квалитета, цењено је у грађевинарству, резбарству...

## Култивари
- –се одликује правилно ваљкастом круном, која је образована од дугих грана уперених ка врху;
- – има правилну уску пирамидалну круну, која је састављена од кратких хоризонтално одстојећих грана;
- – код овог клона је у почетку круна цилиндрична и стабло усправно, а касније се врх повија;
- – се најчешће гаји, одликује се сивкастоплаво обојеним четинама, које су нарочито упадњиве боје код младих изданака;
- – клон са дугим повијеним гранама и светлијим сивоплавим четинама.

## Размножавање
Ова врста се размножава семеном, и то сетвом одмах после зрења у јесен, или у марту после стратификације. Унутарврсни таксони размножавају се калемљењем - бочним спајањем или калемљењем у бочни зарез на подлоге у посуди старе три године. Превршивање подлога врши се у три наврата због интензивног струјања сокова.